# Lucy Russell, grevinna av Bedford
Lucy Russell, grevinna av Bedford, född 1580, död 1627, var en engelsk hovfunktionär. 
Hon var hovdam (Lady of the Bedchamber) till Englands drottning Anna av Danmark 1603–1619. Hon är främst omtalad som amatörskådespelare, då hon var en framstående deltagare i de maskspel som var berömda vid Annas hov. 